# Langkettige Fettsäure-CoA-Ligasen
Die langkettigen Fettsäure-CoA-Ligasen (ACSL) sind Enzyme, die langkettige Fettsäuren mit Coenzym A zu Acyl-CoA verbinden. Damit wird die Fettsäure entweder für den Einbau und Speicherung in Triacylglyceride oder für den Abbau mittels Beta-Oxidation vorbereitet. Die Reaktion ist daher unentbehrlich im Fettstoffwechsel von Eukaryoten.
Beim Menschen sind bisher acht Ligasen mit ACSL-Funktion bekannt, die in verschiedenen Gewebetypen aktiv sind und die teilweise auch als Transportproteine für Fettsäuren agieren.

## Mitglieder
Die folgenden fünf paralogen Ligasen sind single pass Typ III-Membranproteine, lokalisiert an der Außenseite mehrerer Zellorganellen. Die Enzyme benötigen Magnesium-Ionen als Kofaktor und haben eine Größe von etwa 680 bis 720 Aminosäuren.
- ACS1 (UniProt P33121) bevorzugt Palmitat, Oleat, Linoleat. Exprimiert in frühen Phasen der Erythrozyt-Entwicklung, und in Leber, Herz, Skelettmuskeln, Nieren.
- ACS3 (UniProt O95573) bevorzugt Myristat, Laurat, Arachidonat, Eicosapentaenoat.
- ACS4 (UniProt O60488) bevorzugt Arachidonat, Eicosapentaenoat. Mutationen möglicherweise mit erblicher geistiger Behinderung (MRX63, AMME-Komplex) assoziiert.
- ACS5 (UniProt Q9ULC5) hat breite Spezifität mit Bevorzugung von ungesättigten C16-C18-Fettsäuren.
- ACS6 (UniProt Q9UKU0) breites Substratspektrum; exprimiert in Retikulozyten, Blutstammzellen, Knochenmark und Gehirn. Mutation assoziiert mit Formen der Leukämie.

Außerdem gehören noch folgende Enzyme in die Stoffgruppe:
- ACSBG1 (UniProt Q96GR2) hat breites Wirkspektrum. Lokalisiert hauptsächlich im Gehirn (außer Hypophyse) und dort im Zytosol; in geringem Maß außerdem in Hoden und Nebennieren.
- ACSBG2 (UniProt Q5FVE4) mit breitem Wirkspektrum. Exprimiert ausschließlich in den Hoden, dort sowohl im Zytosol als auch in der Zellmembran lokalisiert. Mögliche Rolle in der Spermatogenese.
- VLACS (UniProt O14975) bevorzugt C27-Gallensäuren, kann aber auch langkettige und verzweigte Fettsäuren verarbeiten. Agiert als Transporter für Fettsäuren durch die Membran von Zellen in Leber, Nieren, Plazenta und Pankreas.

## Katalysierte Reaktion
+ ATP + CoA-SH ⇒  + AMP + PPi
Fettsäure und Coenzym A werden zu Acyl-CoA ligiert.